# Авраамово лоно

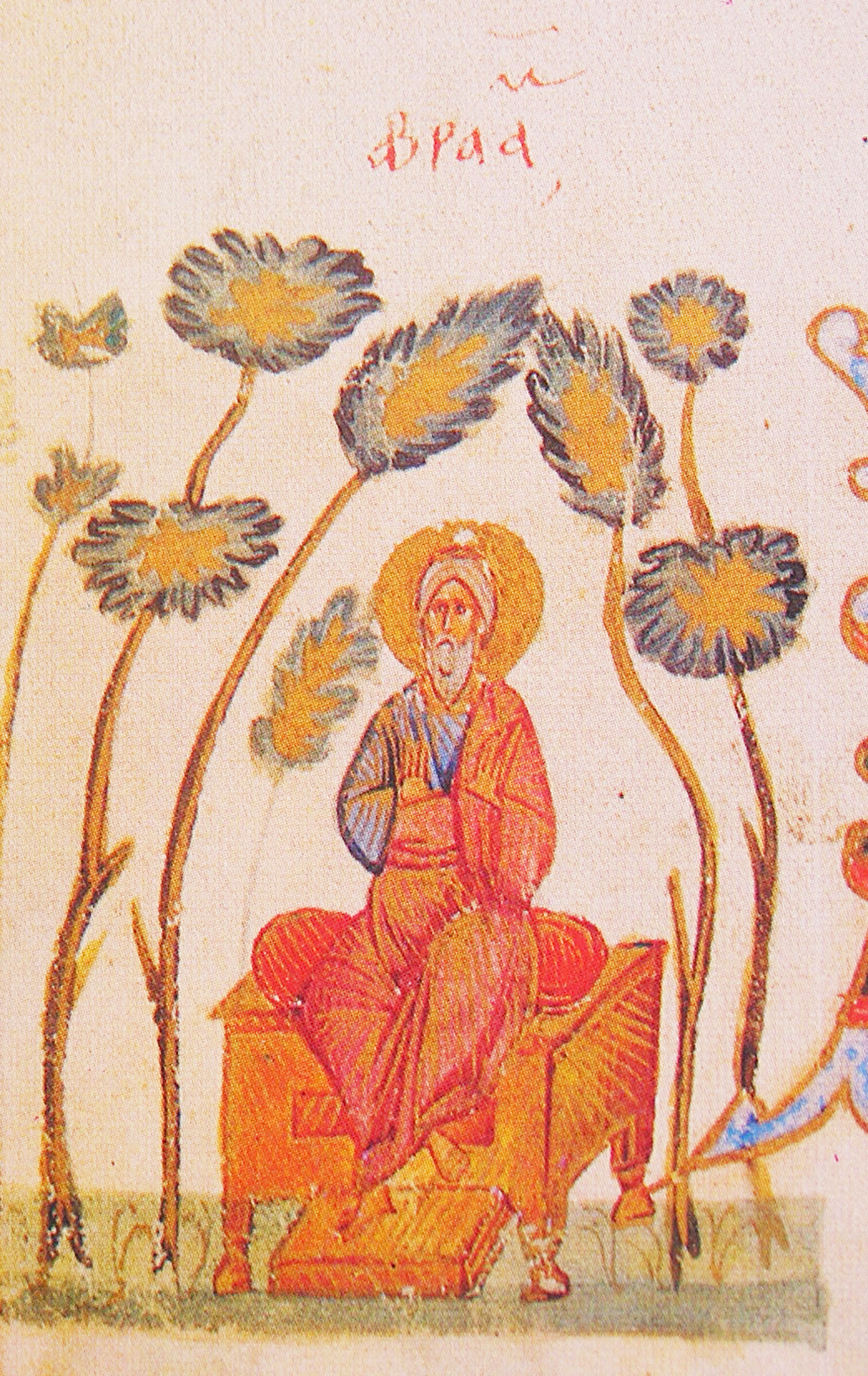
Лоно Авраамово
(миниатюра Киевской псалтыри)

Авраамово лоно — выражение, обозначающее место упокоения праведников в царстве мёртвых в иудаизме, где оно понимается как часть шеола.

## В иудаизме
Фраза «Лоно Авраама, Исаака и Иакова» в еврейских манускриптах используется для обозначения обители мертвых. Данная концепция находится в четвёртой книге Маккавеев и в Апокалипсисе Софонии.

## В христианстве
Выражение встречается в Библии единожды (Лк. 16:22). Некоторые богословы считали, что «лоно Авраамово» есть либо синоним рая (Стефан Яворский), либо «отделение рая» (Игнатий Брянчанинов). Однако другие настаивали, что в ветхозаветные времена рай был закрыт для людей:

По смерти Лазаря, душа его была отнесена Ангелами на лоно Авраамово. Не сказано «в рай», потому что рай был отверзт только страданием и воскресением Господа Иисуса Христа, но выражается лишь та мысль, что Лазарь, как истинный сын Авраама, разделил с Авраамом его посмертный жребий, улучив состояние, полное утешительных надежд на будущее блаженство, ожидающее всех праведников.
— Аверкий (Таушев), Четвероевангелие
Фома Аквинский полагал, что «лоно Авраамово» (sinus Abrahae) не может быть названо адом (Infernus) по причине отсутствия в нём страданий.